# مکتب راجستانی

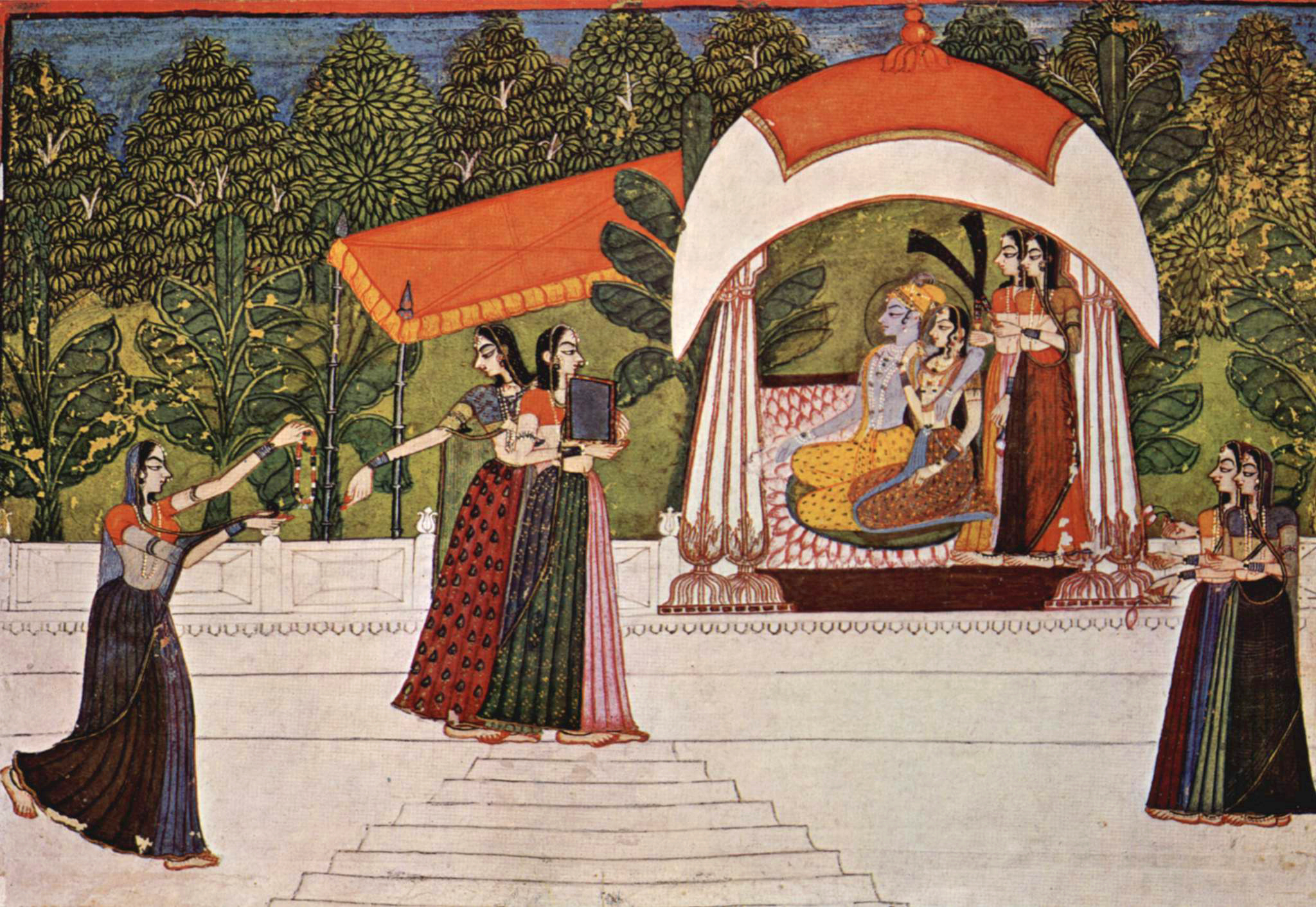
یک تصویر راجستانی در قرن هجدهم میلادی نقاشی شده توسط هنرمند نهال چند.

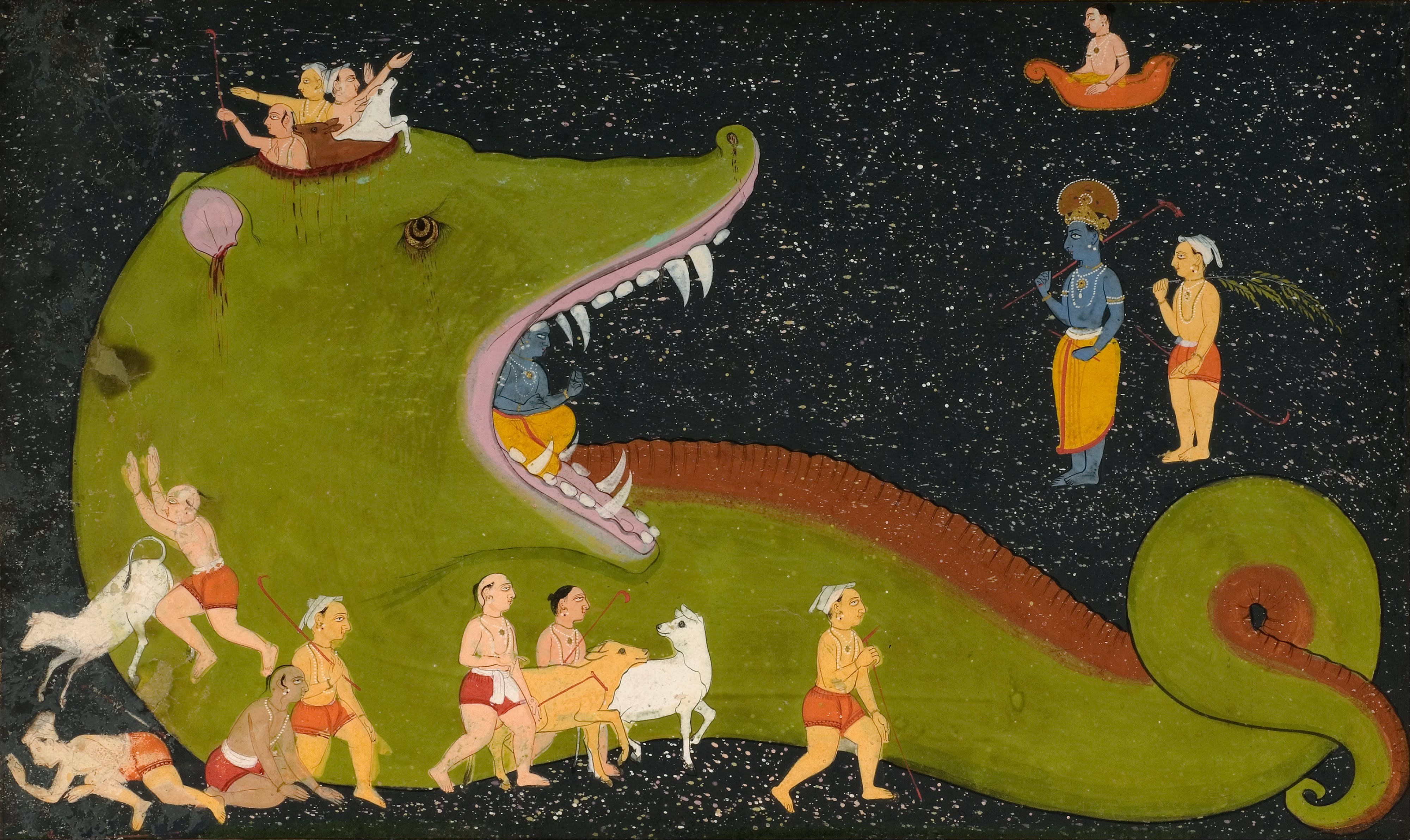
پیروزی کریشنا بر آگهاسورا، نام اثری است در سبک مِوار از مکتب راجستانی مربوط به اوایل سدهٔ ۱۸ میلادی از یک هنرمند ناشناس هندی.

مکتب نقاشی راجستانی یا راجپوت سبکی از نقاشی بود که در دربار سلطنتی راجپوتانا در هند گسترش یافت. در دوره هر یک از پادشاهان راجپوت، نقاشی‌ها به صورت متفاوتی تکامل یافت ولی ویژگی‌های کلی این سبک مشترک است. نقاشان راجپوتی به درون‌مایه‌های حماسی مانند رامایانا علاقه‌مند بودند. مینیاتورهای این سبک در نسخه‌های خطی یا تک ورق‌هایی در میان آلبوم نگهداشته شدند ولی بسیاری از نقاشی‌ها نیز بر دیوارهای قصرها، قلعه‌ها و کاخ‌ها کشیده شده.
رنگ‌های به کار رفته در این آثار از مواد استخراج شده از معدن یا منابع گیاهی و صدف‌های حلزونی و پوسته‌ها و حتی خرد کردن سنگ‌های قیمتی به دست می‌آمدند. طلا و نقره نیز برای این کار مورد استفاده قرار گرفته‌اند. تهیه رنگ مورد نظر یک فرایند طولانی بود و گاهی اوقات ۲ هفته به طول می‌انجامید.